# 克拉里 (北达科他州)
克拉里（英語：Crary），是美国北达科他州下属的一座城市。根据2010年美国人口普查，该市有人口142人。